# Dreamtale
Dreamtale — финская группа, играющая пауэр-метал, образованная в 1999 году.

## История
Dreamtale была основана в начале 1999 года гитаристом Рами Керяненом, который выступал также в качестве вокалиста группы до 2002 года. Впервые группа получила известность, сыграв на разогреве у Sinergy и выпустив вторую демозапись Refuge from Reality, распроданную за один день. Большая часть тиража была продана в Японии, что помогло группе обратить на себя внимание звукозаписывающих компаний. К Dreamtale начали поступать предложения из разных стран, и в августе 2001 года музыканты подписали контракт с лейблом Spinefarm Records.
В декабре 2001 года Dreamtale приступили к записи альбома Beyond Reality. К концу работы над пластинкой состав группы претерпел изменения: Паси Ристолайнена заменил бас-гитарист Алоис Веймер, у группы появился новый вокалист Томи Вийлтола. Beyond Reality, выпущенный в Японии в июне и в других странах в течение июля 2002 года, хорошо продавался. Чтобы порадовать японских фанатов, группа вскоре приступила к записи второго полноформатного альбома.
Запись альбома Ocean’s Heart началась в январе 2003 года на финской студии Fantom, где он затем был сведён Саму Ойттиненом. Мастеринг осуществлял Мика Юссила на студии Finnvox.
Клавишник Туркка Вуоринен покинул группу в 2006 году, и его заменил Аксели Каасалайнен. В конце 2008 года из состава вышел басист Паси Ристолайнен, на его место пришёл Хейкки Ахонен.
В 2010 году вышел сингл под названием Angel of Light. Пятый студийный альбом коллектива Epsilon был выпущен в мае 2011 года. В состав Dreamtale вернулся барабанщик Петтери Розенбом.
14 января 2013 года было объявлено, что записывается шестой студийный альбом. Список треков был известен уже в феврале. Альбом «World Changed Forever» был выпущен 26 апреля 2013 года.
9 декабря 2016 года Dreamtale выпустили свой седьмой студийный альбом под названием «Seventhian… Memories of Time». Наряду с 12 новыми песнями, которые составляют первый диск, были также выпущены повторные записи нескольких треков из предыдущих альбомов группы.
1 апреля 2022 года вышел восьмой студийный альбом «Everlasting Flame». Альбом состоит из 14 треков, 2 из которых (Lady Dragon и Sleeping Beauty) являются новыми версиями ранее выпущенных композиций.

## Состав
- Нитте Вало — вокал (с 2019)
- Рами Керянен — гитара (с 1999), вокал (1999—2002)
- Жольт Сгилайи — гитара (с 2019)
- Мико Хепо-Оя — бас-гитара (с 2019)
- Арто Питкянен — ударные (1999—2005, с 2019)
- Аксели Каасалайнен — клавишные (с 2006)

### Бывшие участники
- Томи Вийлтола — вокал (2002—2003)
- Яркко Ахола — вокал (2003—2005)
- Нильс Нордлинг — вокал (2005—2007)
- Эса Орьятсало — гитара (1999—2004)
- Микко Маттила — гитара (2004—2007)
- Алоис Веймер — бас-гитара (2000—2002)
- Паси Ристолайнен — бас-гитара (2002—2008)
- Ролф Пилве — ударные (2005—2008)
- Арто Питкянен — ударные (2008—2010)
- Туркка Вуоринен — клавишные (2000—2006)
- Эркки Сеппянен — вокал (2007-2019)
- Хеикки Ахонен - бас-гитара (2007-2019)
- Сеппо Колехмайнен - гитара (2007-2019)

## Дискография

### Студийные альбомы
| Beyond Reality                 | 2 декабря, 2002   | —  |    |
| Ocean's Heart                  | 15 сентября, 2003 | —  |    |
| Difference                     | 25 апреля 2005    | —  |    |
| Phoenix                        | 4 июня, 2008      | —  |    |
| Epsilon                        | 20 апреля, 2011   | 39 |    |
| World Changed Forever          | 26 апреля, 2013   | 41 |    |
| Seventhian ...Memories of Time | 9 декабря, 2016   | —  | 41 |
| Everlasting Flame              | 1 апреля, 2022    | —  |    |

### Синглы
| Сингл                        | Год  | Чарты   | Альбом                |
| Сингл                        | Год  | Финский | Альбом                |
| ---------------------------- | ---- | ------- | --------------------- |
| Wellon                       | 2005 | 9       | Difference            |
| Payback                      | 2008 | —       | Phoenix               |
| Take What the Heavens Create | 2008 | —       | Phoenix               |
| Angel of Light               | 2009 | —       | Epsilon               |
| Tides Of War                 | 2013 | —       | World Changed Forever |
| Join The Rain                | 2013 | —       | World Changed Forever |
| Sleeping Beauty              | 2019 | __      |                       |

### Демо
- The Brave Man (1997)
- Shadow of the Frozen Sun (1999)
- Refuge from Reality (2000)